# مسار عصبي

يربط المسار العصبي أجزاء مختلفة من الجهاز العصبي باستخدام حزم من المحاور العصبية تسمى السُبُل. ويُعتبر العصب البصري مثالا على المسار العصبي وذلك لأنه يربط بين العين والدماغ.

المسار العصبي هو سلسلة من الخلايا العصبية المرتبطة ببعضها البعض، والتي تسمح بإرسال إشارات من منطقة لأخرى في الدماغ. وترتبط الخلايا العصبية إما بليف عصبي واحد، أو بحزمة من الألياف العصبية تُعرف باسم السُبُل العصبية. وتشكل المسارات العصبية التي تربط المناطق البعيدة (نسبيا) في الدماغ أو الجهاز العصبي حزمة من الخلايا العصبية تُعرف باسم المادة البيضاء.
توجد في الحصين مسارات عصبية متعلقة بدائرته بما في ذلك المسار الثاقب، الذي يوفر الطريق المتواصل من القشرة الشمية الداخلية إلى جميع حقول التكوين الحصيني، بما في ذلك التلفيف المسنن، وجميع حقول «سي إيه» (بما في ذلك «سي إيه 1») والمرفد.
تنتقل المسارات الحركية الهابطة للسبيل الهرمي من القشرة الدماغية إلى جذع الدماغ أو النخاع الشوكي. تنقل السبل الحسية الصاعدة في مسار الفتيل الأنسي – العمود الظهري (دي سي إم إل) المعلومات من المحيط إلى قشرة الدماغ.

## الجوانب الوظيفية
بشكل عام، تتلقى العصبونات المعلومات عبر تغصناتها أو جسم الخلية الخاص بها. يتمثل دور محوار الخلية العصبية، بشكل عام، في نقل المعلومات عبر مسافات طويلة نسبيًا. لذلك، تشكل المحاور العصبية معظم المسارات العصبية. عندما تكون المحاور العصبية مغمدة بالنخاعين، يظهر المسار بلون أبيض ساطع إذ يتكون النخاعين بشكل أساسي من الليبيد. بينما إذا كانت جميع المحاور العصبية أو معظمها غير مغمدة بالنخاعين (أي عديمة الميالين)، يتلون المسار بلون بيج داكن يُدعى عادةً الرمادي.
تتمثل وظيفة بعض العصبونات في نقل المعلومات عبر مسافات طويلة. على سبيل المثال، يصل طول المحاور العصبية في بعض العصبونات الحركية، التي تنتقل من النخاع الشوكي إلى العضلات، إلى المتر لدى البشر، ينتمي المحوار الأطول في جسم الإنسان إلى العصب الوركي الذي يمتد من إصبع القدم الكبير إلى قاعدة النخاع الشوكي. يُعد هذا من الأمثلة النموذجية للمسارات العصبية.

## مسارات العقد القاعدية والدوبامين
من المعتقد أن المسارات العصبية في العقد القاعدية في الحلقة «القشرية – العقدية القاعدية – المهادية – القشرية» متحكمة في جوانب السلوك المختلفة. تُعد مسارات الدوبامين مسؤولة عن تمكين هذا التنظيم. من المقترح أن نظام مسارات الدوبامين عبارة عن منظم شامل للمسارات العصبية الموازية لمسارات الدوبامين. يتوفر الدوبامين بشكل موتر وطوري استجابةً لاحتياجات المسارات العصبية.

## المسارات العصبية الرئيسية
- الحزمة المقوسة
- السويقة المخية
- الجسم الثفني
- السبيل الهرمي – السبيلين القشري النخاعي والقشري البصلي
- حزمة الدماغ المقدم الأنسية
- مسار الفتيل الأنسي – العمود الظهري
- سبيل الشبكية – الوطاء هو مسار إدخال عصبي ضوئي متعلق بالنظم اليوماوي